# عضلة طرجهالية مائلة
العضلة الطرجهالية المائلة (بالإنجليزية: Oblique arytenoid)‏  هي أقرب العضلات الطرجهالية إلى السطح، وهي تُشكل اثنين من الحزم العضلية التي تمر من قاعدة أحد الغضروفين الطرجهاليين إلى قمَّة الغضروف الطرجهالي المقابل، وبذلك فإن العضلتين الطرجهاليتين المائلتين تمرَّان عبر بعضها البعض مثل الشكل X. يستمر عدد قليل من الألياف حول الحافة الجانبية للغضروف الطرجهالي، وتمتد حتى تصل إلى الطيّة الطرجهالية اللسان مزمارية.
توُصف العضلتين الطرجهاليتين المائلتين في بعض الأحيان على أنهما عضلة منفصلة تُسمي: العضلة الطرجهالية اللسان مزمارية. 

## الوظيفة
تعمل العضلة الطرجهالية اللسان مزمارية جنبا إلى جنب مع العضلة الطرجهالية المستعرضة والعضلة الدرقية الطرجهالية ليكون المجموع بمثابة العضلة العاصرة التي تُغلق الحنجرة أثناء عملية البلع أو السعال.

## التعصيب
يُعصب العضلة الطرجهالية المائلة فرع العصب الحنجري الراجع من العصب المبهم، تمامًا مثل كل عضلات الحنجرة، عدا العضلة الحلقية الدرقية. 

## روابط خارجية
- درسٌ تشريحي حول lesson11 مُعدٌ بواسطة ويسلي نورمان (جامعة جورجتاون).
- صورة تشريحية: (larynxmuscles)